# جاكوار مارك 5
جاكوار مارك 5 (بالإنجليزية: Jaguar Mark V)‏ هي سيارة من تصنيع شركة سيارات جاكوار.

## معرض صور

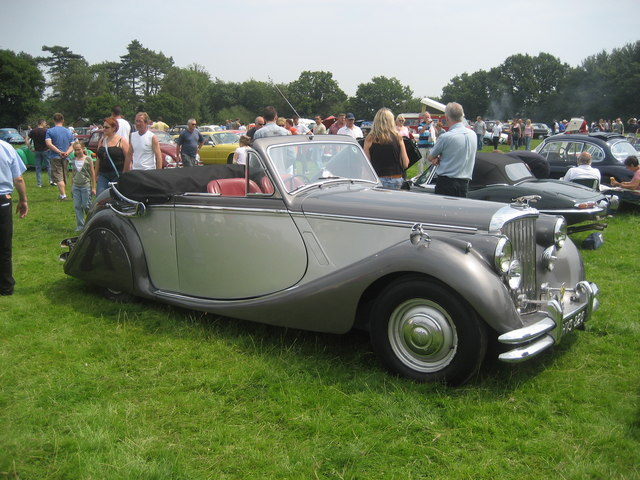
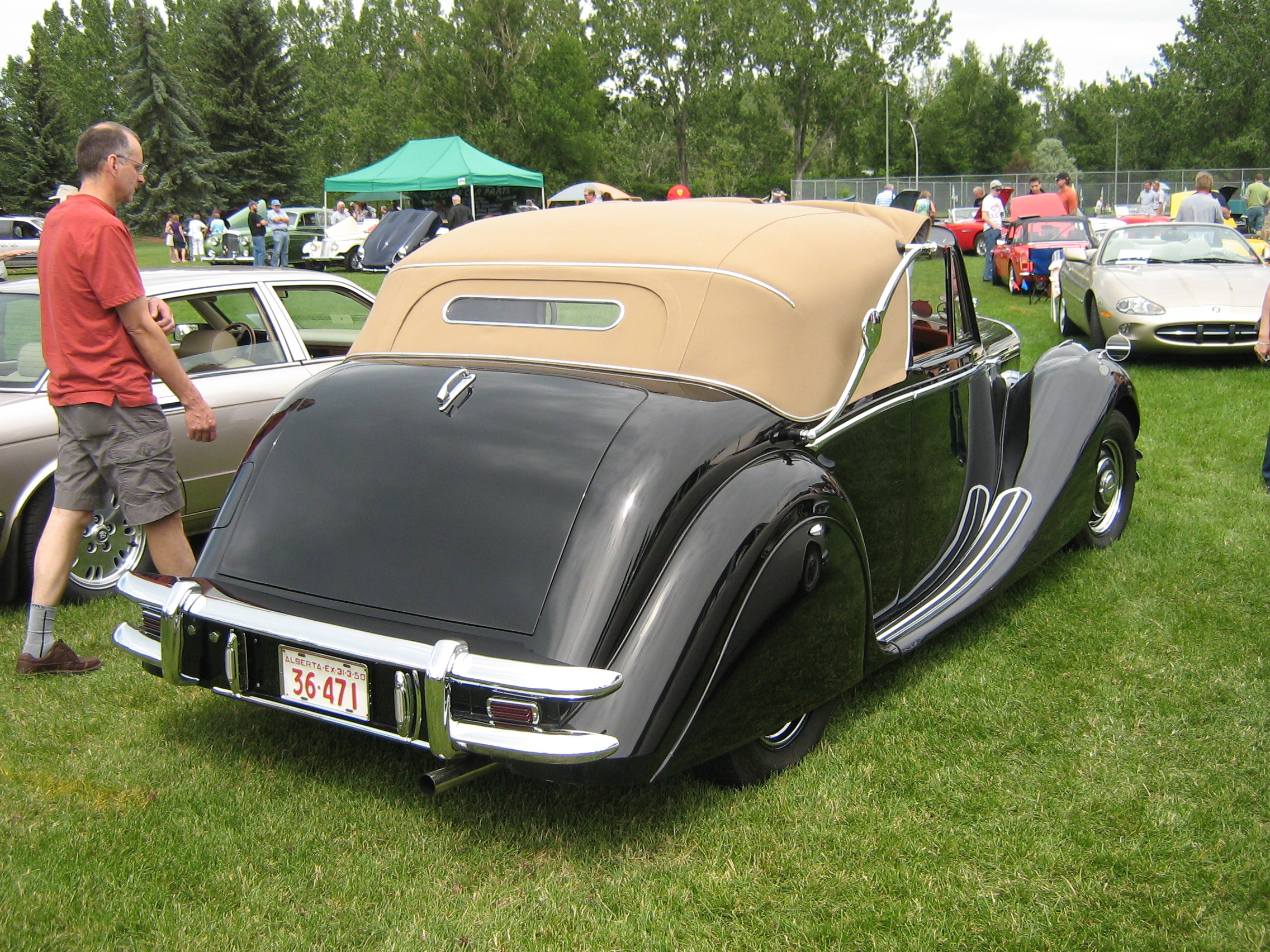
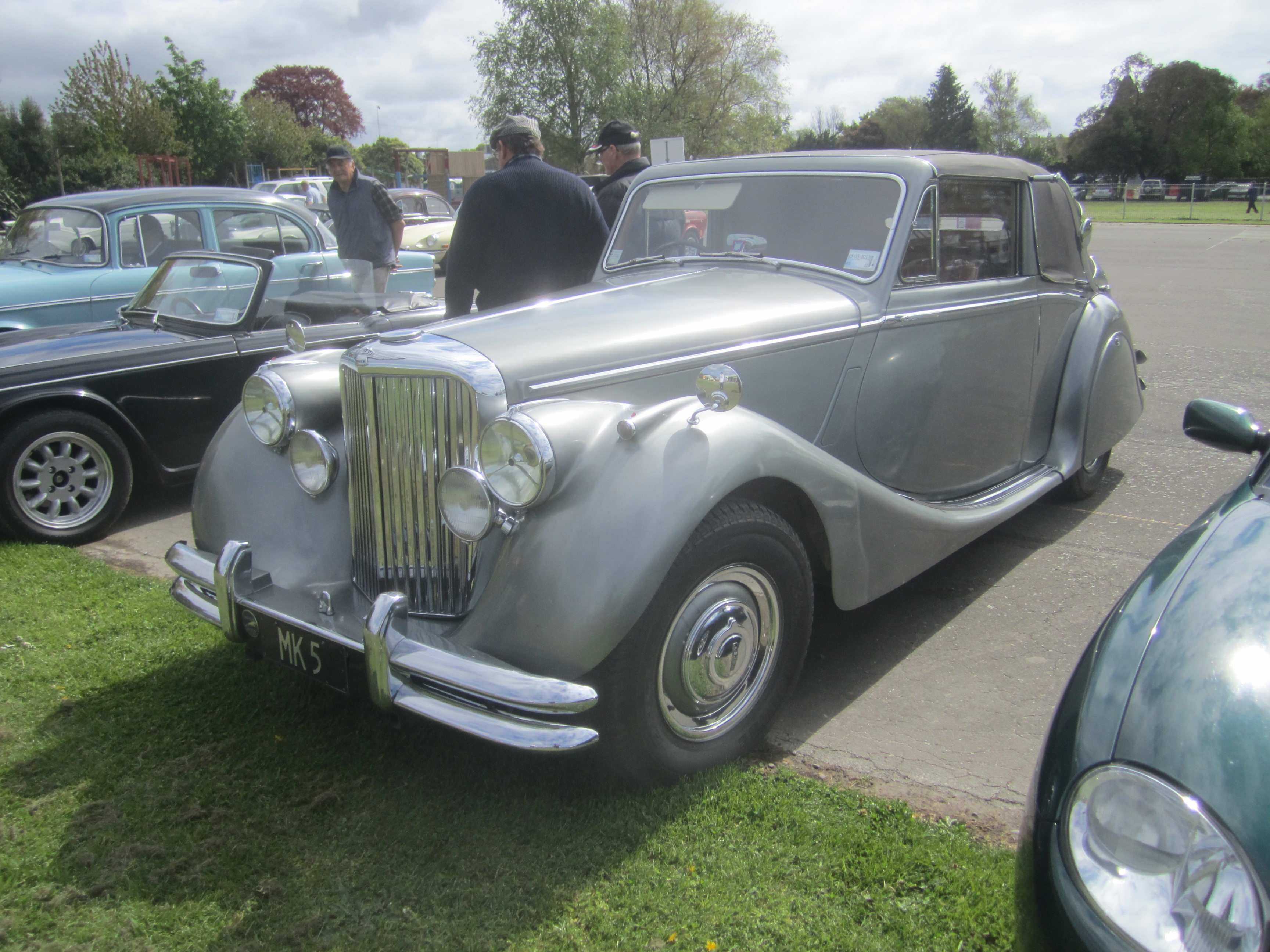
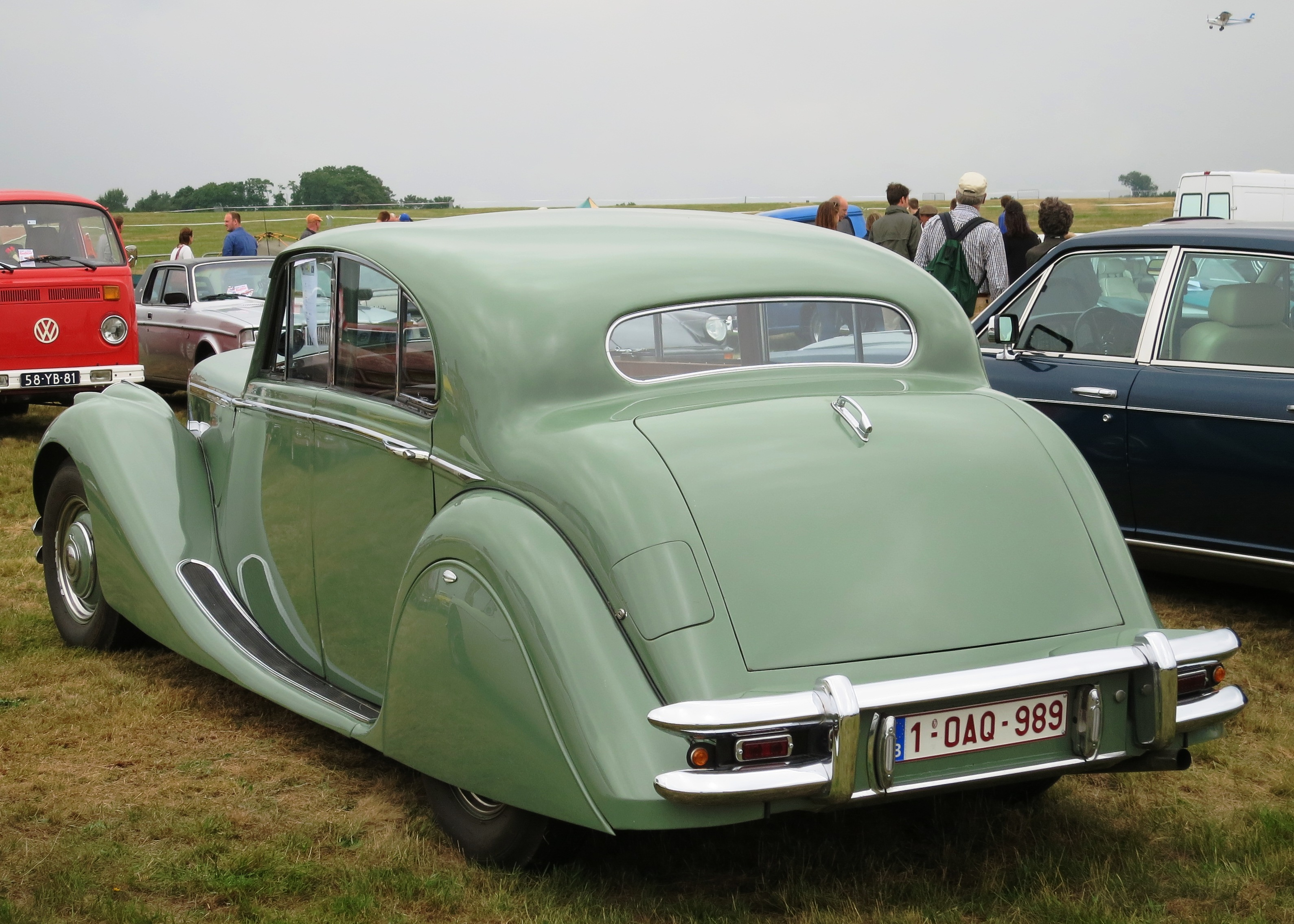